# HŽ 2062 sorozat

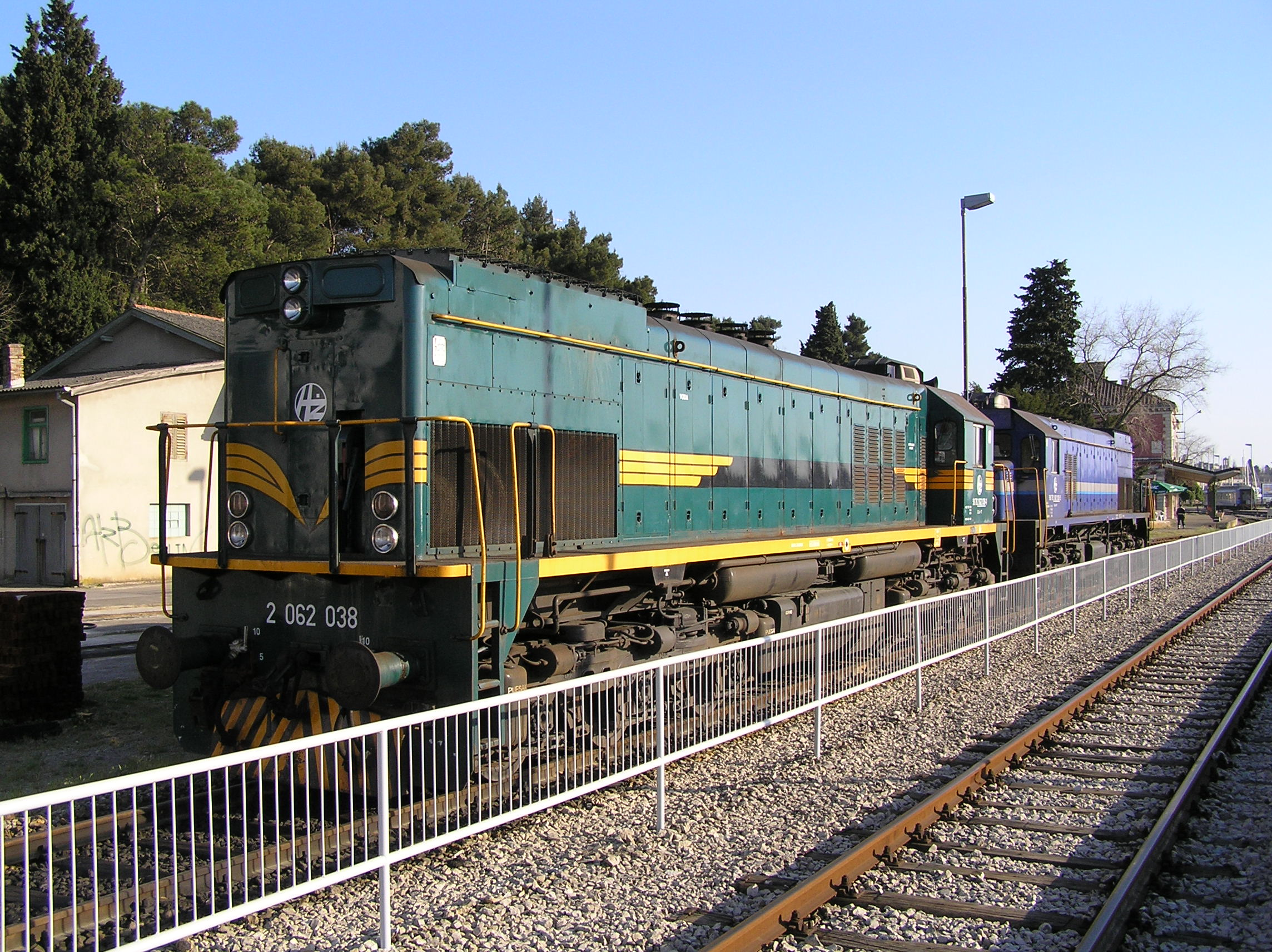
Egy 2062-es Pulában, Horvátország

A HŽ 2062 sorozat egy horvát Co'Co' tengelyelrendezésű dízelmozdony-sorozat. A HŽ üzemelteti. Összesen 64 db készült belőle 1972-ben. Becenevei: „Ličanka”, „James”, „Turner”. A mozdony az amerikai EMD G26 alapján készült.